# ريبيكا جرينتير
ريبيكا إليزابيث جرينتير (بالإنجليزية: Rebecca Grinter)‏ هي بروفيسور في قسم الحوسبة التفاعلية في كلية الحاسبات في معهد جورجيا التقني (يُعرف أيضا باسم معهد جورجيا للتكنولوجيا)، وهي متحالفة مع مركز الروبوتيات والآليات الذكية بمعهد جورجيا للتقنية كما أنها ناشطة في مجال الأعمال. تُركز جرينتير في بحوثها ودراستها على التفاعل بين الإنسان والحاسوب كما تُركز على دعم العمل التعاوني من خلال الكمبيوتر. ترأست في وقت سابق كبرى المؤتمرات وأشرفت على الأبحاث المنشورة المؤتمرات العلمية في هذه المجالات. لها أبحاث وآراء في التكنولوجيا أيضا وسبق أن تم نشر عشرات مقالاتها في عدة مجلات وجرائد علمية وعالمية.

## السيرة الذاتية

### النشأة والتعليم
ولدت جرينتير في نورتش، إنجلترا بالمملكة المتحدة وحضرت مدرسة مدينة نورويتش ثم مدرسة هيثريست الثانوية. تابعت دراستها الجامعية في جامعة ليدز وتخرجت منها في عام 1991 مع بكالوريوس العلوم (مرتبة الشرف) في علوم الكمبيوتر. وبعد هذا حصلت جرينتير على زمالة للدراسة في جامعة كاليفورنيا في إرفاين حيث حصلت هناك على ماجستير (1994) ثم الدكتوراه (1996) في المعلومات وعلوم الحاسوب. أكملت دراساتها العليا حيث تأثرت بديفيد بارناس الذي عمل في هندسة البرمجيات وتحدثت جرينتير مرارا وتكرارا عن اهتمامها المتزايد في العلاقة بين البشر والحاسوب، أما أطروحة جرينتر التي ناقشتها وحصلت من خلالها على الدكتوراه فكانت تحت عنوان «فهم التبعيات: دراسة وتنسيق التحديات في تطوير البرمجيات» برئاسة البروفسور جوناثان جرودين.

### البحث الوظيفي
عند حصولها على درجة الدكتوراه من جامعة كاليفورنيا في أيرفين عملت جرينتير في مختبرات بيل في نابرفيل بإلينوي كعضو تقني من عام 1996 إلى عام 2000. ثم غادر مختبرات بيل بعدما قُبلت في منصب باحثة علمية في مركز أبحاث بالو ألتو التابع لشركة بارك من عام 2000 إلى عام 2004. في شركة بارك أشرفت جرينتير على تدريس الآي تيونز وتعميم استخدامها في مكان العمل وفي كل الأماكن، وقد نُشرت نتائج أعمالها في صحيفة واشنطن بوست، سان فرانسيسكو كرونيكل، وغيرها من وكالات الأنباء الكبرى. واحدة من دراساتها وأعمالها تعلقت بـ «قلق تشغيل الهواتف» في مكان العمل وفي الأماكن العامة. في عام 2004 انتقلت جرينتير من مجال الصناعة إلى مجال البحث العلمي وانضمت إلى هيئة التدريس في قسم الحاسبات في معهد جورجيا التقني باعتبارها أستاذ مشارك. في معهد جورجيا للتكنولوجيا، أسست مختبر «عمل من أجل اللعب» (بالإنجليزية: Work2Play)‏ كما افتتحت مركز GVU. في عام 2006 قدمت جرينتير أوراق بحثية حول مشاركتها في مؤتمر تشي أحد أرقى المؤتمرات الأكاديمية في مجال العلوم. نُشرت أبحاثها حول التكنولوجيا في أتلانتا جورنال، إم إس إن بي سي، وسي إن إن.

## الاهتمامات البحثية
اهتمامات جرينتير البحثية تتركز عموما في مجال التفاعل بين الإنسان والحاسوب كما تُركز على دعم العمل التعاوني من خلال الكمبيوتر. عملت في وقت سابق وتعاملت مع تحديات توزيع هندسة البرمجيات كما عملت على الحوسبة السائدة في كل مكان بما في ذلك المراسلة الفورية وخدمة الرسائل القصيرة المستخدمة بكثرة بين المراهقين وانضمت في وفت لاحق لمختبر تكنولوجيات الحوسبة المحلي. جرينتير من دعاة البحث النوعي والمنهج التجريبي كمت قامت في كثير من الأحيان بإجراء عشرات المقابلات والدراسات الإثنوغرافية لفهم التقاطعات بين البشر والتكنولوجيات. واحدة من منشورات جرينتير المعروفة كانت تحت عنوان «المراسلة الفورية في سن المراهقة»،  بمساعدة من المؤلفة ليزيا بلان وتجدر الإشارة إلى أن هذا المنشور يُعد اليوم من بين أكثر 15 ورقة بحثية تم تحميلها من المكتبة الرقمية التابعة لرابطة مكائن الحوسبة لسنة 2006.